# What We Must
What We Must est un album de Jaga Jazzist, sorti en 2005.

## Titres
| No | Titre                      | Durée |
| -- | -------------------------- | ----- |
| 1. | All I Know Is Tonight      | 7:40  |
| 2. | Stardust Hotel             | 6:28  |
| 3. | For All You Happy People   | 3:58  |
| 4. | Oslo Skyline               | 5:31  |
| 5. | Swedenborgske Rom          | 8:46  |
| 6. | Mikado                     | 5:57  |
| 7. | I Have A Ghost, Now What ? | 7:32  |

## Sources
- (en) « Jaga Jazzist. What We Must », Pitchfork,‎ 30 mars 2005 (lire en ligne) ;
- (en) « Jaga Jazzist. What We Must », Boomkat,‎ 25 avril 2005 (lire en ligne);
- (en) « Jaga Jazzist. What We Must », Sputnik Music,‎ 18 novembre 2006 (lire en ligne)
- (en) Christopher Porter, « Jaga Jazzist. What We Must », JazzTimes,‎ 1er mai 2005 (lire en ligne) ;
- « Jaga Jazzist. What We Must », Bigbang, no 59,‎ octobre 2005 (lire en ligne) ;
- Renaud Paulik, « Jaga Jazzist. What We Must », Magic,‎ 9 novembre 2007 (lire en ligne)